# Olympia-Verlag GmbH
Olympia-Verlag GmbH, tyskt tidskriftsförlag i Nürnberg. Förlaget ägs till 100% av Verlag Nürnberger Presse Druckhaus Nürnberg. Olympia-Verlags mest kända tidskrift är Kicker Sportmagazin. Förlaget grundades den 1 november 1946 och blev ett aktiebolag 1 januari 1947.